# Friedrich Wilhelm Stohlmann

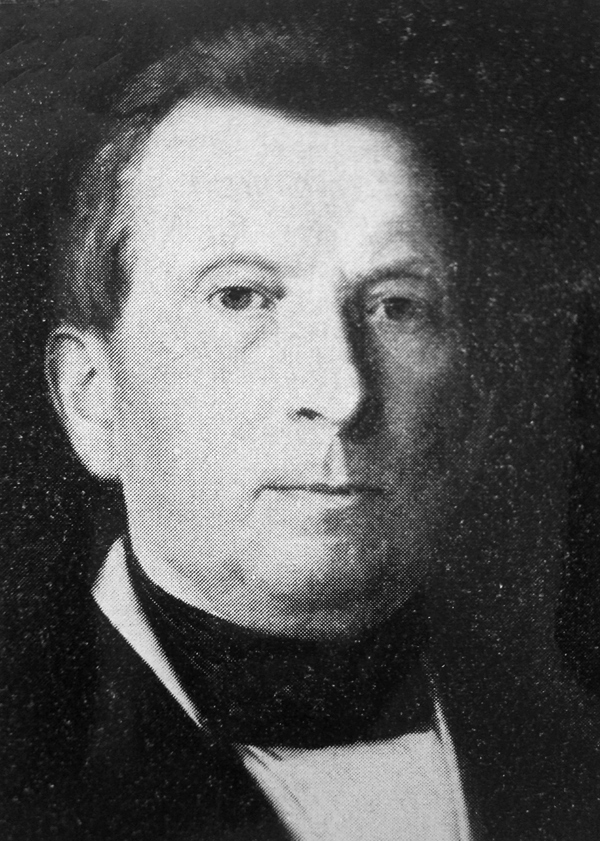
Friedrich Wilhelm Stohlmann

Friedrich Wilhelm Stohlmann (* 16. Februar 1803 in Gütersloh; † 6. November 1886 ebenda) war ein deutscher Arzt, Lokalpolitiker und Meteorologe.
Nach einer Apothekerlehre in Schildesche studierte Stohlmann Medizin in Berlin, wo er 1832 promovierte. 1834 ließ er sich als Arzt in seiner Heimatstadt Gütersloh nieder. 1861 wurde er zum Sanitätsrat, 1882 zu seinem 50. Berufsjubiläum zum Geheimen Sanitätsrat ernannt. Ab 1862 war er Leitender Arzt des neu gegründeten Evangelischen Krankenhauses in Gütersloh. Stohlmann engagierte sich politisch für die liberale Fraktion im Stadtrat von Gütersloh.
Über den lokalen Wirkungskreis hinaus bekannt wurde Stohlmann durch seine wetterkundlichen Beobachtungen. Stohlmann war mit Alexander von Humboldt befreundet und tauschte sich mit ihm über die Einrichtung eines meteorologischen Beobachtungsnetzes in Deutschland mit einer zentralen Auswertungsstelle aus. Der im Gütersloher Stadtarchiv erhaltene Briefwechsel mündete 1847 in der Gründung des Preußischen Meteorologischen Instituts in Berlin (heute Teil der FU Berlin) und der Neueinrichtung der bereits seit 1835 bestehenden Wetterstation an Stohlmanns Wohnhaus. In Gütersloh stand damit eine der 29 amtlichen preußischen Wetterstationen. 1861 veröffentlichte Stohlmann die Ergebnisse seiner Beobachtungen in der Schrift „Über die klimatischen Verhältnisse Güterslohs respective Westphalens“, die ihm große Anerkennung verschaffte. Stohlmann erfasste zudem Funde und Beobachtungen im Zusammenhang mit dem Meteoriteneinschlag von 1851 in Gütersloh.
Stohlmanns Tochter Adele (1838–1927) setzte die Wetteraufzeichnungen ihres Vaters bis 1922 fort. Im Stadtmuseum Gütersloh erinnern elektronisch präsentierte historische Wetterdaten an die Lebensleistung Stohlmanns.

## Ehrungen
- 1871 wurde Stohlmann für die Behandlung von Verwundeten aus dem Deutsch-Französischen Krieg mit dem Kronenorden IV. Klasse mit Johanniterkreuz ausgezeichnet.
- 1882 verlieh ihm die Universität Göttingen für seine Verdienste um die Meteorologie die Ehrendoktorwürde in Philosophie.
- Ebenfalls 1882 wurde er zum ersten Ehrenbürger von Gütersloh ernannt.
- In Gütersloh wurde zu seinem 70. Todestag 1956 der Platz in der Innenstadt, an dem sein Wohnhaus stand und er seine Wetterstation betrieb, Stohlmannplatz(⊙) benannt.

| Personendaten    | Personendaten                                  |
| ---------------- | ---------------------------------------------- |
| NAME             | Stohlmann, Friedrich Wilhelm                   |
| KURZBESCHREIBUNG | deutscher Arzt, Lokalpolitiker und Meteorologe |
| GEBURTSDATUM     | 16. Februar 1803                               |
| GEBURTSORT       | Gütersloh                                      |
| STERBEDATUM      | 6. November 1886                               |
| STERBEORT        | Gütersloh                                      |